# Ludolf von Uslar-Gleichen
Ludolf von Uslar-Gleichen (geboren am 15. November 1823 in Malgarten; gestorben am 4. Januar 1897 in Hildesheim) war ein preußischer Verwaltungsbeamter und von 1881 bis 1888 Landrat des Landkreises Krefeld.

## Leben
Ludolf Freiherr von Uslar-Gleichen, Mitglied der evangelisch-lutherischen Kirche war ein Sohn des hannoverschen Oberhauptmannes Wilhelm Leo Georg Herbord von Uslar-Gleichen (1787–1859) und dessen Ehefrau Sophie von Uslar-Gleichen, geborene Gräfin von Gronsfeld-Diepenbroick-Limpurg (1797–1866). Nach dem Besuch des Gymnasiums studierte er unter anderem in Heidelberg Rechtswissenschaften. 1847 Auditor, fand er vom 3. September 1850 bis zum 12. Oktober 1852 bei der Landdrostei Hannover als Amtsassessor Beschäftigung (mit Besoldung ab dem Einsatz als Supernumerar). Seite dem 30. Januar 1853 bis zum 4. April 1854 als Hilfsarbeiter bei der Landdrostei Hannover tätig, übernahm er ab dem 31. Juli 1854 kommissarisch die Verwaltung der 1. Beamtenstelle zu Iburg, Hagen, Lüchow (Clenze, Wustrow) und Harsefeld und war anschließend bis 1868 Hilfsbeamter. Nach dem zwischenzeitlichen Übergang des Königreichs Hannover an Preußen war von Uslar-Gleichen ab dem 1. April 1868 Amtshauptmann zu Lüchow und ab dem 15. Juli 1871 in selbiger Stellung in Meinersen.
Am 9. Juli 1881 übernahm Uslar-Gleichen kommissarisch die Verwaltung des Landkreises Krefeld. Es folgte seine definitive Bestallung mit Allerhöchster Kabinettsorder (AKO) vom 26. August bzw. mit Ministerialreskript vom 8. September 1882. Durch AKO vom 20. Februar 1888 zum 1. April 1888 zur Disposition gestellt, wurde Uslar-Gleichen formell zum 1. April 1893 pensioniert.
Ludolf von Uslar-Gleichen war Ehrenritter des Johanniterordens.

## Familie
Ludolf Freiherr von Uslar-Gleichen heiratete am 12. Mai 1863 in Göttingen Auguste von Hinüber (geboren am 6. März 1838 in Göttingen; gestorben am 4. November 1919 in Hildesheim), eine Tochter des hannoverschen Justizrats Justus von Hinüber und dessen Ehefrau Caroline von Hinüber, geborene von Minnigerode aus dem Haus Wollershausen.